# Barotraumatisme
Un barotraumatisme, també conegut com a barotrauma és el dany físic causat als teixits del cos humà per una diferència de pressió entre l'espai aeri a l'interior o al costat del cos i el gas o líquid que l'envolta. La relació entre pressió i volum la defineix la llei de Boyle.
Sol produir-se als espais d'aire quan es trasllada un cos des d'un entorn de major pressió a un de menor pressió, com quan un submarinista, un bussejador d'estil lliure o un avió de passatgers puja o descendeix.
El dany en els teixits del cos es produeix, perquè els gasos són compressibles i els teixits no ho són. Durant l'augment de la pressió ambiental, l'interior del cos proporciona als teixits circumdants poc suport per resistir la major pressió externa. Durant la disminució de la pressió atmosfèrica, la major pressió del gas dins del cos causa danys als teixits circumdants en cas que la pressió es torni insostenible i el gas hagi d'escapar.

## Causes

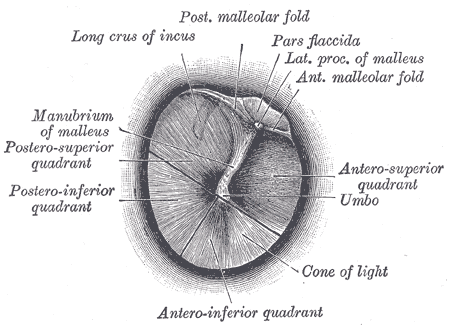
Timpà.

L'orella mitjana és un lloc estret amb aire circumdant, situat entre el timpà i l'orella interna. El timpà es mou a conseqüència de les vibracions de l'aire que arriba a través del canal auditiu extern. Els moviments de la seva membrana es transmeten a l'orella interna per mitjà del moviment dels ossos de l'orella mitjana. Perquè això succeeixi, la pressió de l'aire ha de ser igual a banda i banda del timpà. Les diferències de pressió de l'aire circulant empenyen al timpà cap a dins o cap enfora. Per evitar la seva ruptura, existeix la trompa d'Eustaqui, que connecta l'orella amb la rinofaringe, per on l'aire pot entrar o sortir mantenint la pressió constant.
El barotraumatisme també afecta els pulmons dels bussos, ja que ells han d'adaptar-se a les pressions creixents del descens en l'aigua, incrementant la pressió interna en els pulmons per crear una compensació que mantingui controlada ambdues pressions. Si el bus puja de manera abrupta a la superfície, aquesta pressió interna és descompensada, podent danyar els pulmons.

## Tipus de danys
Alguns exemples d'òrgans o teixits danyats fàcilment per barotrauma són:
- Orella mitjana (barotitis o aerotitis).[2]
- Sins paranasals (causant aerosinusitis)
- Pulmons
- Pell (si es porta un vestit de busseig que crea un espai d'aire)
- Ossos(necrosi òssia i lesió del lòbul temporal)

## Barotraumatisme de busseig

### Barotraumatisme pulmonar
El dany en els bussejadors és generalment causat per la respiració i inspiració en l'ascensió. L'ambient submarí augmenta la pressió al cos, causant que la pressió en els pulmons sigui major eixamplant-los i podent causar ferides internes. En els pulmons no se sent el dolor quan més expandits estan, evitant que el bussejador s'alerti per evitar la lesió. El problema només es produeix si un buf d'aire comprimit es pren en profunditat, que a continuació, expandeixi en ascens encara més el volum pulmonar.

### Causes
En el busseig, les diferències de pressió necessàries per fer que ocorri el barotraumatisme provenen de dues fonts:
- Descensos i ascensos en l'aigua: Hi ha dos components que afecten a la pressió que actuen sobre el cos: la pressió atmosfèrica i la pressió de l'aigua. Un descens de 10 metres augmenta la pressió aproximadament fins a equiparar la pressió de l'atmosfera a nivell del mar. Per tant, un descens des de la superfície fins a 10 metres es tradueix en una duplicació de la pressió sobre el bussejador.
- Respiració de gas en la profunditat: En els pulmons es conté gas a una pressió superior a la pressió atmosfèrica. Per tant, un bus d'estil lliure pot submergir-se fins a 10 metres i pujar amb seguretat sense exhalar, perquè el gas en els pulmons ha estat inhalat a la pressió atmosfèrica, mentre que un submarinista que inhala a 10 metres i puja sense exhalar fins a aconseguir la superfície, mantenint l'aire respirat a 10 metres (al doble de la pressió atmosfèrica), és molt probable que sofreixi una sobre-expansió pulmonar.

### Prevenció i tractament
Barotraumatisme de busseig pot evitar-se mitjançant l'eliminació de qualsevol diferència de pressió que actuï sobre el teixit o òrgan i que pugui provocar lesions. Hi ha una varietat de tècniques:
- Els espais d'aire en les orelles i els sins paranasals: Es corre el risc de ruptura del timpà. Aquí, el bussejador pot usar la maniobra de Valsalva, per deixar escapar l'aire en l'orella mitjana a través dels tubs d'Eustaqui.
- Els pulmons: Es corre el risc de pneumotòrax. Per igualar les pressions, sempre s'ha de respirar normalment i mai sostenir la respiració.
- L'aire dins de màscara de busseig afecta els ulls i el nas: El principal risc és el sagnat al voltant dels ulls per la pressió negativa o l'emfisema orbital d'alta pressió. En aquest cas, deixar que entri aire a la màscara a través del nas.
- Espais d'aire dins d'un vestit. El risc principal és que en els plecs de la pell es produeixin pessics dins dels plecs del vestit. Els vestits més moderns tenen una connexió al tub d'alimentació d'aire en el cilindre. S'hi ha d'injectar aire en el descens i l'ascens.

Després del barotraumatisme de les orelles o els pulmons, cal no submergir-se de nou fins a ser autoritzat per un metge, període que pot prendre molts mesos.

## Barotraumatisme per ventilador mecànic

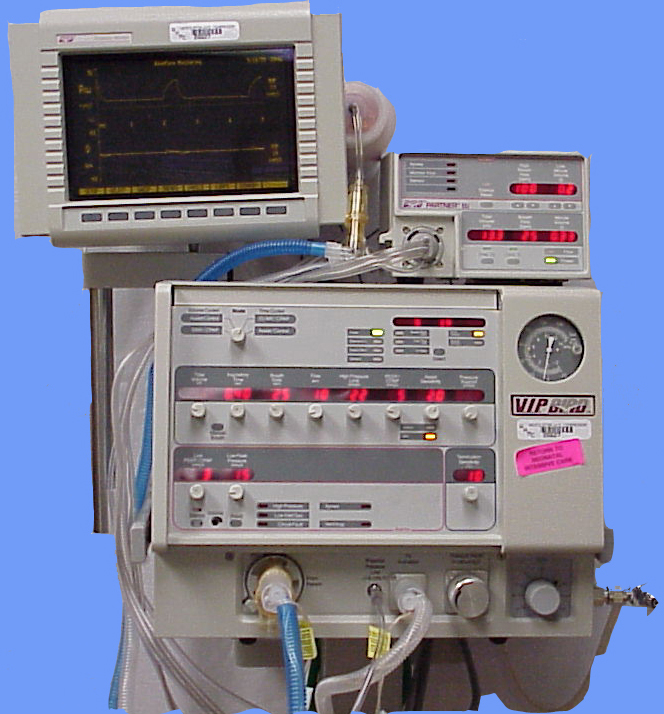
Ventilador mecànic.

La ventilació mecànica pot portar a barotrauma dels pulmons. Això pot ser degut a:
- La pressió absoluta utilitzada per ventilar els pulmons no és la correcta.
- Diferències de pressió associades als ràpids canvis en velocitat del gas.

El trencament resultant alveolar pot donar lloc a pneumotòrax, emfisema intersticial pulmonar i pneumomediastí.